# Chloroclystis rivalis
Chloroclystis rivalis är en fjärilsart som beskrevs av Alfred Philpott 1916. Chloroclystis rivalis ingår i släktet Chloroclystis och familjen mätare. Inga underarter finns listade i Catalogue of Life.